# Shizuoka
Shizuoka (静岡市 Shizuoka-shi?) är residensstaden i prefekturen Shizuoka. Folkmängden uppgår till drygt 700 000 invånare, vilket gör den till prefekturens näst största stad efter Hamamatsu. Storstadsområdet hade 1 427 107 invånare vid folkräkningen 2005, på en yta av 2 386 km². Shizuokas omgivningar har stor produktion av grönt te och staden är känd för sin teindustri.

## Historia
Fram till 1869 hette nuvarande Shizuoka Sumpu. Sumpu var en av de 53 Shukuba (raststäder) längs Tokaido, kustvägen som sammanband Edo (dagens Tokyo) med Kyoto.
1549, när klanen Imagawa regerade i Sumpu, togs Tokugawa Ieyasu till fånga och hölls där till 1560. Han tog under sin livstid makten över hela Japan och grundade Tokugawashogunatet. Efter att han hade överlåtit den formella titeln som Shogun till sin son Tokugawa Hidetada flyttade han tillbaks till Sumpu, varifrån han i praktiken styrde shogunatet fram till sin död.

## Administrativ indelning
Shizuoka är sedan 2005 en av landets numera tjugo signifikanta städer med speciell status (seirei shitei toshi). och delas som sådan in i ku, administrativa stadsdelar. Shizuoka består av tre stadsdelar.
|            |        | Invånare 1 oktober 2015 | Area (km²) |
| ---------- | ------ | ----------------------- | ---------- |
| Aoi-ku     | 葵区   | 253 677                 | 1 073,76   |
| Suruga-ku  | 駿河区 | 212 490                 | 73,05      |
| Shimizu-ku | 清水区 | 239 071                 | 265,09     |

## Kommunikationer
Shizuoka trafikeras av Tokaido Shinkansen, Kodama- och vissa Hikari-avgångar gör uppehåll.

## Sport
Shimizu S-Pulse från Shizuoka spelar i J. League i fotboll.